# Neanotis subtilis
Neanotis subtilis är en måreväxtart som först beskrevs av Friedrich Anton Wilhelm Miquel, och fick sitt nu gällande namn av Ined.. Neanotis subtilis ingår i släktet Neanotis och familjen måreväxter. Inga underarter finns listade i Catalogue of Life.